# Good - L'indifferenza del bene
Good - L'indifferenza del bene (Good) è un film del 2008 diretto da Vicente Amorim ed interpretato da Viggo Mortensen. Il film è basato sull'omonima pièce teatrale di C.P. Taylor.
La pellicola è stata distribuita negli Stati Uniti il 31 dicembre 2008. Mentre in Italia è uscito direttamente su DVD il 21 aprile 2010 (noleggio).

## Trama
Nel 1933, anno della presa di potere di Adolf Hitler, John Halder, un professore di letteratura con diversi problemi familiari, con una moglie nevrotica, due bambini esigenti e una madre che soffre di demenza senile, esplora la propria situazione personale in un romanzo in cui si dimostra favorevole all'eutanasia. Il libro desta inaspettatamente l'attenzione di potenti figure politiche a sostegno della propaganda governativa del partito nazista.
Inizialmente riluttante ad accettare le idee del nazismo, Halder si farà affascinare dalla nuova ed importante posizione, allontanandosi dalla famiglia e dagli amici più cari, nonostante prosegua una saltuaria frequentazione con Maurice, suo psicanalista, con il quale ha condiviso gli ultimi mesi della prima guerra mondiale nell'esercito imperiale. Maurice è suo amico ma ebreo e quindi costretto a subire la progressiva diminuzione dei diritti e delle libertà.
Risposatosi con una studentessa, comincerà un'ascesa verso i vertici del partito ed assisterà alle atrocità perpetrate dalle SS nei confronti degli ebrei, continuando ad illudersi che l'orrore nazista non si spingerà mai fino ad eliminare i diversi tentando tuttavia inutilmente di fare espatriare Maurice durante la notte dei cristalli. Nel 1942, in visita in un dipartimento di archiviazione, cercherà le tracce dell'amico e queste lo porteranno ad un campo di concentramento in Slesia. All'arrivo al campo, fingendo un'ispezione a sorpresa, comprende che questi è già stato eliminato e si troverà di fronte l'orrore dei lager, aprendo definitivamente gli occhi su ciò che sta accadendo e prendendo coscienza sulla sua colpevole inconsapevolezza.

## Produzione
Il film è stato interamente girato a Budapest, in Ungheria.

## Distribuzione
Il film è stato presentato in anteprima al Toronto International Film Festival l'8 settembre 2008 e successivamente presentato in concorso al Festival Internazionale del Film di Roma 2008, il 26 ottobre dello stesso anno.
In Italia il film è stato distribuito direttamente per il mercato home video a partire dall'aprile 2010.